# گوستاو موس
گوستاو موس (انگلیسی: Gustave Moos؛ 1905 – december ۱۹۴۸ (۴۲−۴۳ سال)) دوچرخه‌سوار اهل سوئیس بود.